# 金屋村 (岐阜県)
金屋村（かねやむら）は、かつて岐阜県養老郡に存在した村である。
現在の養老郡養老町金屋に該当する。
当村が成立した当時は多芸郡の村であったが、郡制施行後、養老郡の村となっている。

## 歴史
- 1889年（明治22年）7月1日 - 町村制により、金屋村が発足。
- 1897年（明治30年）4月1日[2] - 郡制に基づき多芸郡の一部と上石津郡が合併し、養老郡となる。
- 1897年（明治30年）4月1日 - 多岐村、北大墳村、直江村、飯積村と合併し、多芸村が発足。同日金屋村は廃止。